# Svetovno prvenstvo v podvodnem hokeju 1992
Svetovno prvenstvo v podvodnem hokeju 1992 je potekalo v Wellingtonu (Nova Zelandija).

## Rezultati

### Moški
1. Avstralija
2. Nova Zelandija
3. Republika Južna Afrika
4. Združeno kraljestvo

### Ženske
1. Republika Južna Afrika
2. Avstralija
3. Nova Zelandija
4. ZDA

### Moški veterani
1. Avstralija
2. Nova Zelandija